# Tatra 97

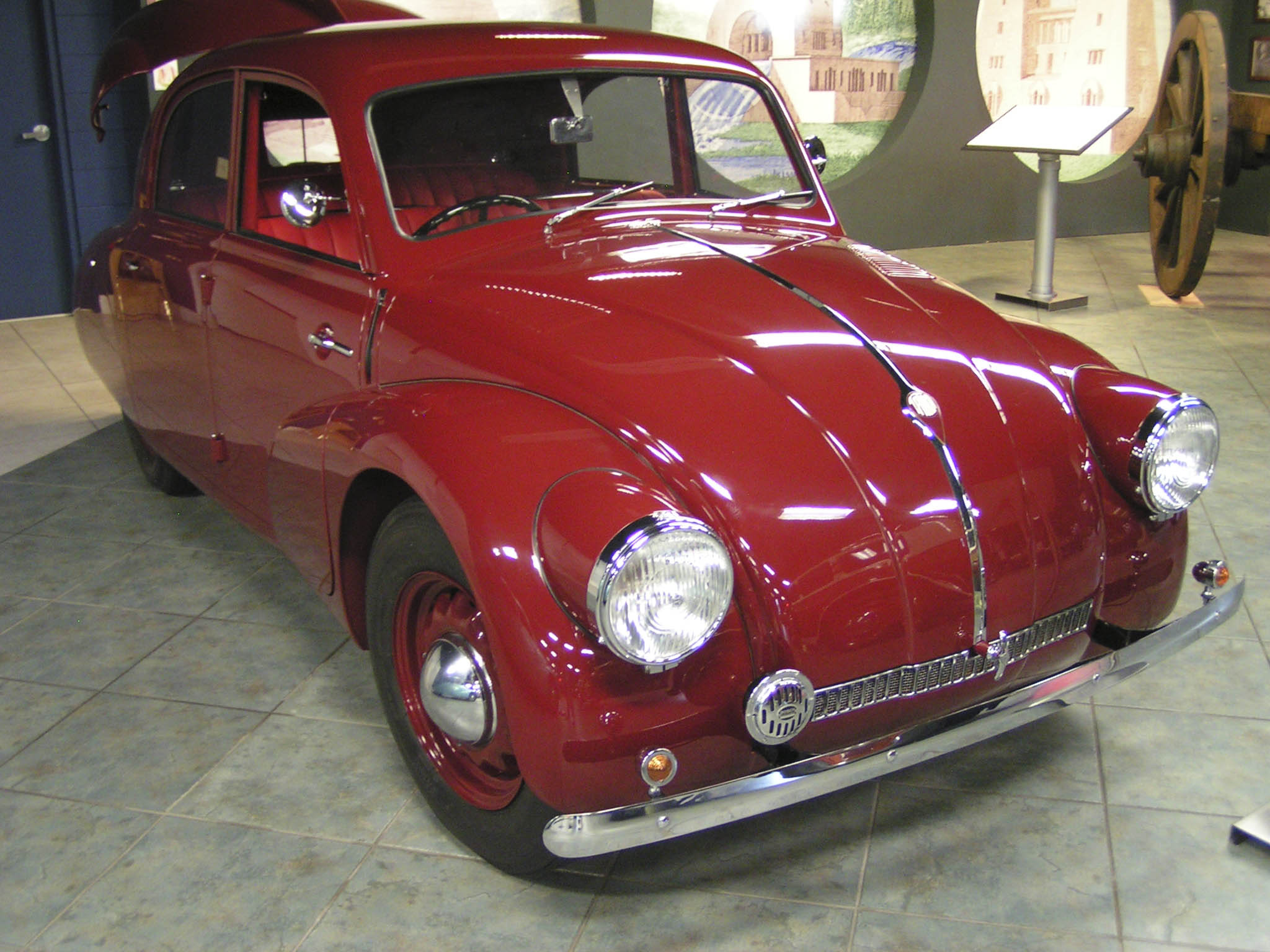
Tatra 97

La Tatra 97 est une petite berline à moteur arrière à cylindres opposés qui a été produite entre 1936 et 1939 par l'entreprise automobile tchèque Tatra. C'est un modèle très inspiré de la T77 et de la T87, mais de longueur plus réduite.
La production de la T97 est arrêtée en 1939 à la suite de l'annexion de la Tchécoslovaquie par l'Allemagne. Ce véhicule affiche une ressemblance troublante avec la Volkswagen Coccinelle qui sortira deux ans plus tard, sur décision d'Hitler. En 1961, à la suite d'un procès pour plagiat gagné par Tatra, Volkswagen sera condamné à  lui payer 3 millions de Marks. Comme la conception de la Porsche 911 actuelle est dérivée de la première Porsche, dérivée elle-même de la Coccinelle, elle-même dérivée de la Tatra T97, on peut dire au fier possesseur d’une Porsche que son bolide est issu d’une obscure mais brillante voiture tchèque de 1936.
Citation : Ferdinand Porsche, s'est largement inspiré, pour ne pas dire plus, d'un modèle lancé quelques années auparavant. Son concepteur? Hans Ledwinka, un ingénieur tchèque qui travaillait pour Tatra. Son modèle, la T97, avec son moteur arrière et son système de refroidissement à air est très innovant pour l'époque. S. Lauer, 2015.

Au salon automobile de Berlin en 1939, les organisateurs refusèrent que la Tatra 97 soit exposée, sources: S. Lauer.

## Voir Aussi
Le prototype Tatra V570, à laquelle la coccinelle ressemble encore plus.
Les Allemands s'emparèrent des mécaniques tchécoslovaques, créant une controverse.